# Idaea fuscularia
Idaea fuscularia là một loài bướm đêm trong họ Geometridae.